# Begonia humboldtiana
Espèce
Begonia humboldtiana est une espèce de plantes de la famille des Begoniaceae.
L'espèce fait partie de la section Petermannia.
Elle a été décrite en 1917 par Lilian Suzette Gibbs (1870-1925).

## Répartition géographique
Cette espèce est originaire de Nouvelle-Guinée.